# Autódromo Ciudad de Concordia
El Autódromo Ciudad de Concordia es un circuito de carreras ubicado en las afueras de la ciudad homónima, en la provincia de Entre Ríos, Argentina. Es el segundo circuito más importante de esta provincia tras del Autódromo Ciudad de Paraná, cercano a la capital entrerriana. Su administración está a cargo del Automoto Club de Concordia. 
Posee tres tipos de variantes, siendo la más extensa de 4700 metros de extensión. Sobre su cinta asfáltica tuvieron desarrollo competencias de las categorías Turismo Carretera, TC 2000, Top Race y Turismo Nacional. Actualmente, este circuito es escenario frecuente de esta última categoría.
En 2011, el circuito fue cerrado e inhabilitado para las prácticas deportivas, tanto a nivel nacional como local. Finalmente, fue repavimentado y reinaugurado el 2 de octubre de 2012, con el reinicio de las actividades zonales.

## Ubicación y descripción

Vista del Autódromo hasta 2013, antes de la ampliación.

Ubicado a 10 kilómetros del centro de la Ciudad de Concordia, este circuito es el segundo trazado de importancia dentro de la Provincia de Entre Ríos, siendo escenario de varias competencias zonales, como así también nacionales. Este autódromo cobró popularidad a nivel nacional, gracias a las incursiones de las categorías Turismo Carretera, Top Race, TC 2000, Turismo Nacional y Turismo Pista.
Posee tres variantes de trazado, las cuales varían desde los 4700 metros en su máxima extensión hasta los 1200 en su variante más corta. En su infraestructura, se destaca la disposición de 30 boxes para el trabajo y atención de los equipos participantes, ofreciendo amplio espacio de movilidad para el trabajo de los mecánicos.
Sobre este trazado, además de prácticas de automovilismo, también son factibles de realizar otras disciplinas del deporte mecánico, como ser ciclismo y motociclismo.
Entre los años 2011 y 2012, el circuito permaneció cerrado, siendo ejecutado un plan de repavimentación que llevó a que finalmente se celebrara una reinauguración el 2 de octubre de 2012, con el desarrollo de cuatro competencias zonales. En 2014 se inauguró una larga horquilla al noreste con una chicana final.

## Estadísticas

### Turismo Carretera
| # | Fecha                    | Ganador           | Automóvil       |
| - | ------------------------ | ----------------- | --------------- |
| 1 | 30 de marzo de 2014      | Mariano Werner    | Ford Falcon     |
| 2 | 22 de marzo de 2015      | Guillermo Ortelli | Chevrolet Chevy |
| 3 | 17 de abril de 2016      | Matías Rossi      | Chevrolet Chevy |
| 4 | 10 de septiembre de 2017 | Christian Ledesma | Chevrolet Chevy |
| 5 | 27 de mayo de 2018       | Mariano Werner    | Ford Falcon     |
| 6 | 28 de julio de 2019      | Leonel Pernía     | Torino Cherokee |
| 7 | 11 de julio de 2021      | Christian Ledesma | Chevrolet Chevy |
| 8 | 26 de junio de 2022      | Germán Todino     | Torino Cherokee |

### Top Race V6
| # | Fecha                 | Ganador          | Automóvil           |
| - | --------------------- | ---------------- | ------------------- |
| 1 | 22 de octubre de 2005 | Emiliano Spataro | Chevrolet Vectra II |
| 2 | 22 de febrero de 2009 | Omar Martínez    | Ford Mondeo II      |

### Turismo Nacional Clase 2
| # | Fecha                | Ganador               | Automóvil      |
| - | -------------------- | --------------------- | -------------- |
| 1 | 16 de mayo de 2004   | Fernando Gómez Fredes | Volkswagen Gol |
| 2 | 3 de abril de 2005   | Lucas Mohamed         | Volkswagen Gol |
| 3 | 19 de marzo de 2006  | Christian Pérez       | Volkswagen Gol |
| 4 | 10 de junio de 2007  | Joaquín Volpi         | Ford Fiesta    |
| 5 | 17 de agosto de 2008 | Leandro Vallasciani   | Renault Clio   |
| 6 | 21 de junio de 2009  | Adrián Chiriano       | Renault Clio   |
| 7 | 7 de marzo de 2013   | Matías Machuca        | Renault Clio   |